# Délifrance
Délifrance is een bakkersbedrijf dat Franse bakproducten verkoopt in meer dan 50 landen op 5 continenten. Het bedrijf is sinds 1983 actief op deze markt. Het moederbedrijf van Délifrance is Grands Moulins de Paris, dat een belangrijk Frans meelbedrijf is en dat alle meel levert dat gebruikt wordt door Délifrance.
De Délifrance merknaam probeert de Franse smaak wereldwijd te verspreiden.
Délifrance heeft 12 dochterondernemingen in Europa en het Midden-Oosten. De restaurants serveren "Franse" bakproducten zoals croissants, gâteaux, fougassen, chocoladebroodjes, brioches, crisp praline, en baguettes. De meeste Délifrance-restaurants serveren ook dranken, koffie en pasta.

## Geschiedenis
- 1919: De nu (2016) grootste meelfabriek ter wereld wordt opgericht in Frankrijk
- 1978: Begin van diepvriesactiviteit met uitvinding van de eerste diepvries-baguette
- 1983: Oprichting van Délifrance met producten als Frans brood, Viennoiserie (bladerdeegproducten), Patisserie en Traiteur (hartige producten)
- 2001: Moedermaatschappij Groupe NutriXo wordt opgericht door samenvoeging van de activiteiten Meel van Grands Moulins de Paris, Euromill Nord, Grands Moulins Storione, Inter-Farine en van de activiteiten Brood, Viennoiserie, Pâtisserie en Traiteur van Délifrance
- 2004: Toepassing van kennis op het gebied van Viennoiserie op de ‘klaar om te bakken’-technologie (pret à cuire)
- 2009: Ontwikkeling van de Maison Héritage-range, dit zijn rustieke broden uit steenvloerovens
- 2012: Toevoeging van de fabriek in Milaan waar Panitaly-broden worden bereid volgens Italiaanse technieken
- 2013: Vivescia Industrie wordt enig aandeelhouder van Nutrixo
- 2025: De Vandemoortele Groep neemt Délifrance over van graancooperatieve Vivescia.[2]